# Jan-Carl Raspe

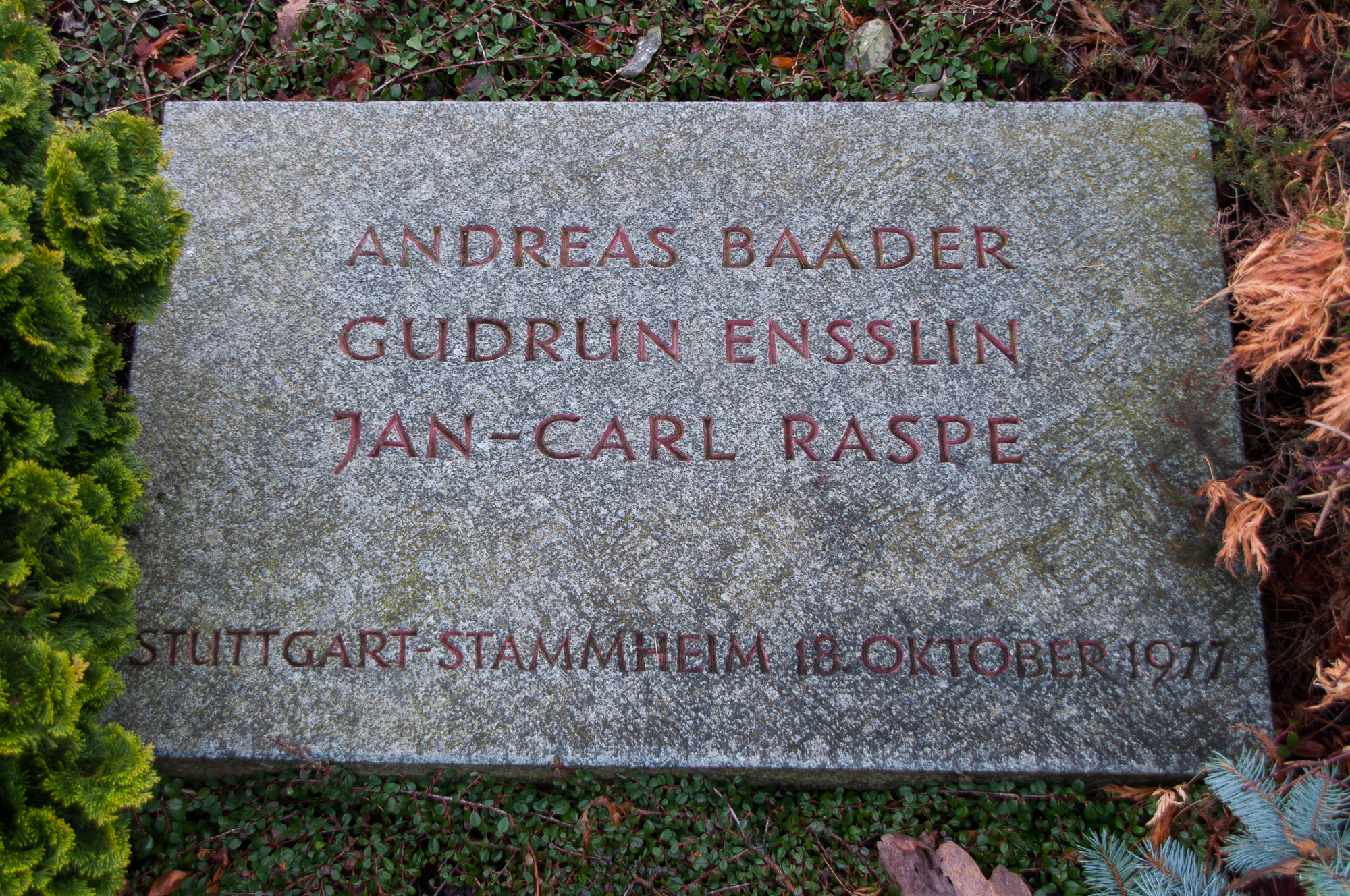
Jan-Carl Raspes, Gudrun Ensslins och Andreas Baaders gemensamma grav på Dornhaldenfriedhof i Stuttgart.

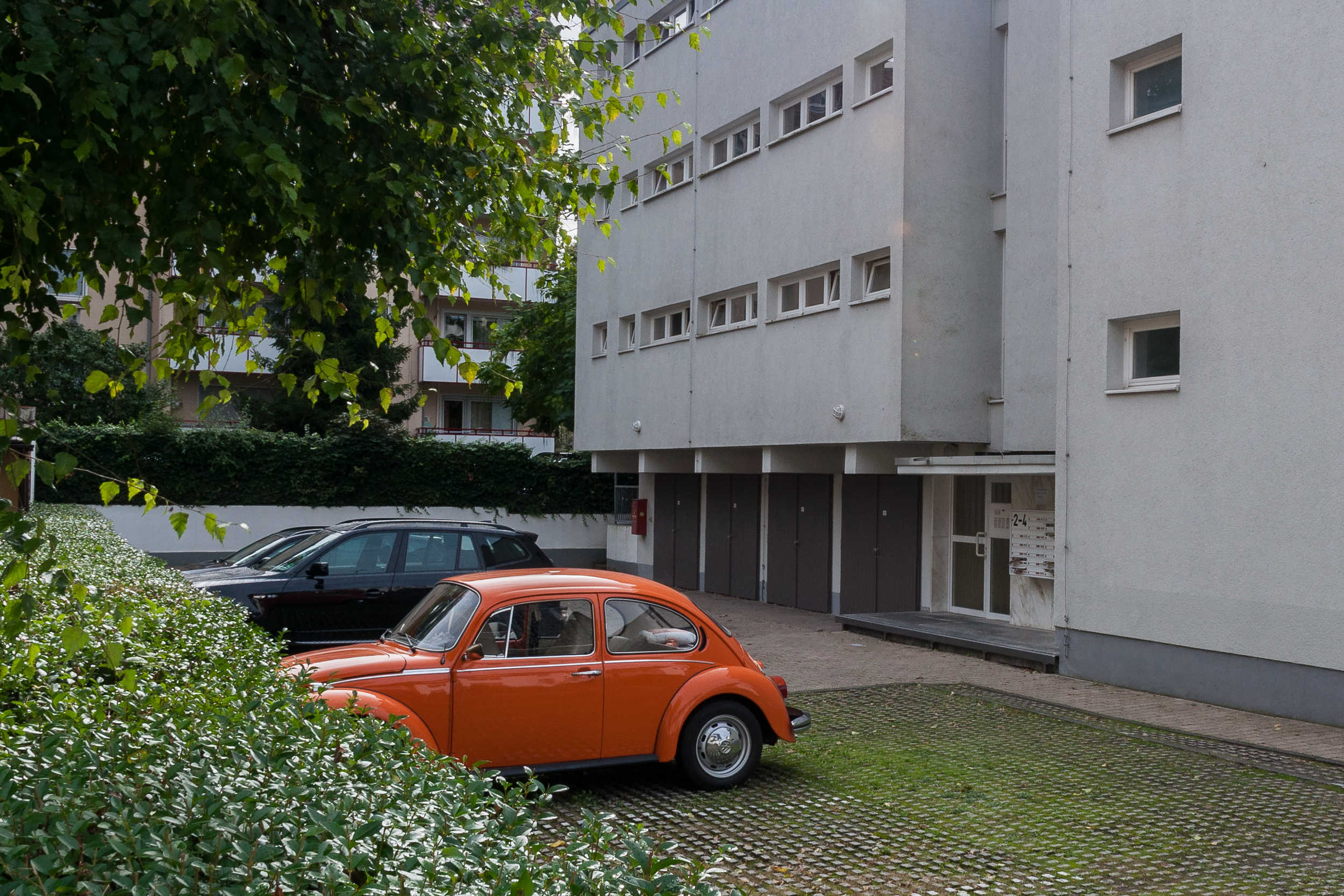
Vid detta bostadshus på Hofeckweg 2–4 i centrala Frankfurt am Main greps Jan-Carl Raspe tillsammans med Andreas Baader och Holger Meins den 1 juni 1972.

Jan-Carl Raspe, född 24 juli 1944 i Seefeld in Tirol, död 18 oktober 1977 i Stuttgart, var en medlem i den vänsterradikala Röda armé-fraktionen (RAF). RAF använde begreppet stadsgerilla som självbenämning, men betraktas allmänt som en terroristorganisation.

## Biografi
Raspes far var fabrikör och avled 1944. Raspe anslöt sig till Röda armé-fraktionen en tid efter att organisationen skapats 1970 och var en av förgrundsgestalterna vid RAF:s attacker fram till gripandet den 1 juni 1972. Raspe hade tidigare deltagit i olika studentkollektiv i Väst-Berlin och var utbildad sociolog. Han hade även kunskaper i elektronik och kemi. År 1972 greps Raspe tillsammans med Andreas Baader och Holger Meins av västtysk polis i Frankfurt am Main. Raspe dömdes 1977 till livstids fängelse vid Stammheim-rättegången.
Under den så kallade dödsnatten den 18 oktober 1977 påträffades han med allvarliga skottskador i huvudet i sin cell. Han avled på Katharinenhospital i Stuttgart senare samma dag. Officiellt konstaterades självmord. Raspe är begravd på Dornhaldenfriedhof i Stuttgart.